# Rio Uruçuí-Vermelho
Le Rio Uruçuí-Vermelho est un fleuve situé dans l'État de Piauí, au nord-est du Brésil.